# لياز (أين)
لياز (بالفرنسية: Léaz)‏ هي بلدية فرنسية تقع في إقليم الأين في فرنسا. رمز إنسي لها هو:1209. أما الرمز البريدي لها فهو: 1200.